# Saint-Pierre-lès-Nemours
Saint-Pierre-lès-Nemours ist eine französische Gemeinde mit 5424 Einwohnern (Stand 1. Januar 2022) im Département Seine-et-Marne der Region Île-de-France. Sie gehört zum Arrondissement Fontainebleau und zum Kanton Nemours.
Die Einwohner werden Saint-Pierrois(es) genannt.

## Geographie
Saint-Pierre-lès-Nemours liegt in jeweils 70 Kilometer Entfernung zwischen Paris und Orléans am Fluss Loing.

### Nachbargemeinden
Umgeben ist Saint-Pierre-lès-Nemours von den Gemeinden Grez-sur-Loing im Norden, Moncourt-Fromonville im Nordosten, Nemours und Darvault im Osten, Bagneaux-sur-Loing im Südosten, Faÿ-lès-Nemours im Süden, Ormesson im Südwesten, Chevrainvilliers im Westen und Larchant im Nordwesten.

### Gemeindegliederung
Zur Gemeinde gehören noch die Ortschaften Chaintréauville, Puiselet, Montaviot, Foljuif.

## Bevölkerungsentwicklung
| Jahr      | 1962 | 1968 | 1975 | 1982 | 1990 | 1999 | 2006 | 2011 |
| Einwohner | 3124 | 3298 | 3713 | 4777 | 5374 | 5815 | 5753 | 5575 |

## Gemeindepartnerschaften
Seit 1980 besteht mit der deutschen Gemeinde Bad Hönningen in Rheinland-Pfalz eine Partnerschaft.

## Sehenswürdigkeiten
- Kirche Saint-Pierre-Saint-Paul ab dem 11. Jahrhundert errichtet (siehe auch: Liste der Monuments historiques in Saint-Pierre-lès-Nemours)
- Abtei La Joie aus dem 13. Jahrhundert

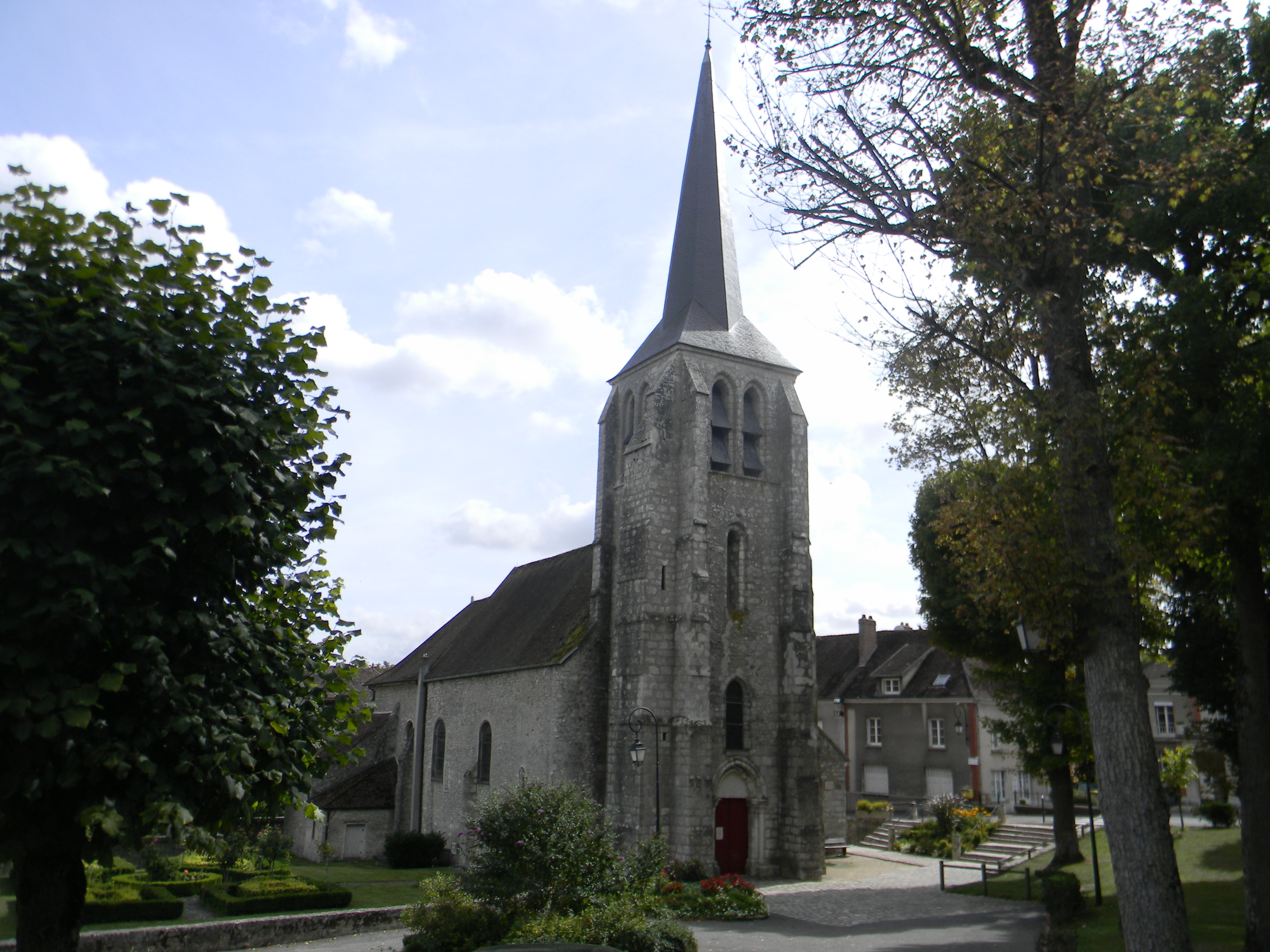
Kirche Saint-Pierre

## Persönlichkeiten
- Jean Prévost (1901–1944), Schriftsteller und Widerstandskämpfer
- Harry Derckx (1918–1983), niederländischer Hockeyspieler